# Павловский, Януш
Януш Павловский (пол. Janusz Pawłowski; род. 20 июля 1959, Сопот) — польский дзюдоист. Серебряный и бронзовый призёр Олимпийских игр, многократный призёр чемпионатов мира и Европы.

## Биография
Начал заниматься дзюдо в 12 лет, после просмотра соревнований по телевизору. На Олимпийских играх 1980 года в Москве выиграл бронзовую медаль, улучшив результат на играх 1988 года в Сеуле. По три раза становился бронзовым призёром чемпионатов мира (Париж 1979, Москва 1983 и Эссен 1987) и чемпионатов Европы (Росток 1982, Париж 1983 и Белград 1986).
Закончив профессиональную карьеру в 1990 году, Павловский работал тренеров в Кувейте, затем в Италии. В течение двух лет тренировал польских дзюдоистов, за это время, его подопечные выиграли два золота чемпионата мира 1997 года в Париже. С 2000 года работал в Словении, а затем переехал в частный итальянский учебный центр в Турине. 20 июня 2014 года заключил трехлетний тренерский контракт на работу в Канаде.